# Alluvione del Piemonte del 2016
L'alluvione del Piemonte del 2016 è una delle più violente inondazioni registrate in Piemonte, classificata in alcune zone fino al livello 3 dal bollettino di allertamento emesso dal dipartimento di Protezione Civile. L'evento interessò il territorio regionale tra i giorni 21 e 25 novembre 2016, quando una struttura depressionaria estesa dalle Isole Britanniche alle coste settentrionali africane convogliò intense correnti umide sud-orientali a ridosso della catena Alpina. Tale configurazione meteorologica fu caratterizzata da precipitazioni persistenti e abbondanti specie a ridosso dei rilievi Alpini occidentali, settentrionali e sulle zone confinanti con la Liguria. La dinamica e la configurazione meteorologica furono simili all'Alluvione che interessò il Piemonte nel 2000.
L'alluvione del mese di novembre 2016 causò ingenti danni su buona parte del territorio regionale, per numerose frane, smottamenti e allagamenti con frequenti esondazioni dei torrenti. 
Durante l'evento si contò una vittima a Perosa Argentina, nel Pinerolese, ritrovata solamente dopo alcuni giorni dai Vigili del fuoco, ad una decina di chilometri dalla scomparsa, nel torrente Chisone.

## Le precipitazioni
Analizzando l'evoluzione nel dettaglio, l'effetto di saturazione delle masse d'aria umide indotto dal sollevamento orografico ha concentrato la fenomenologia prevalentemente a ridosso dei rilievi Alpini. 

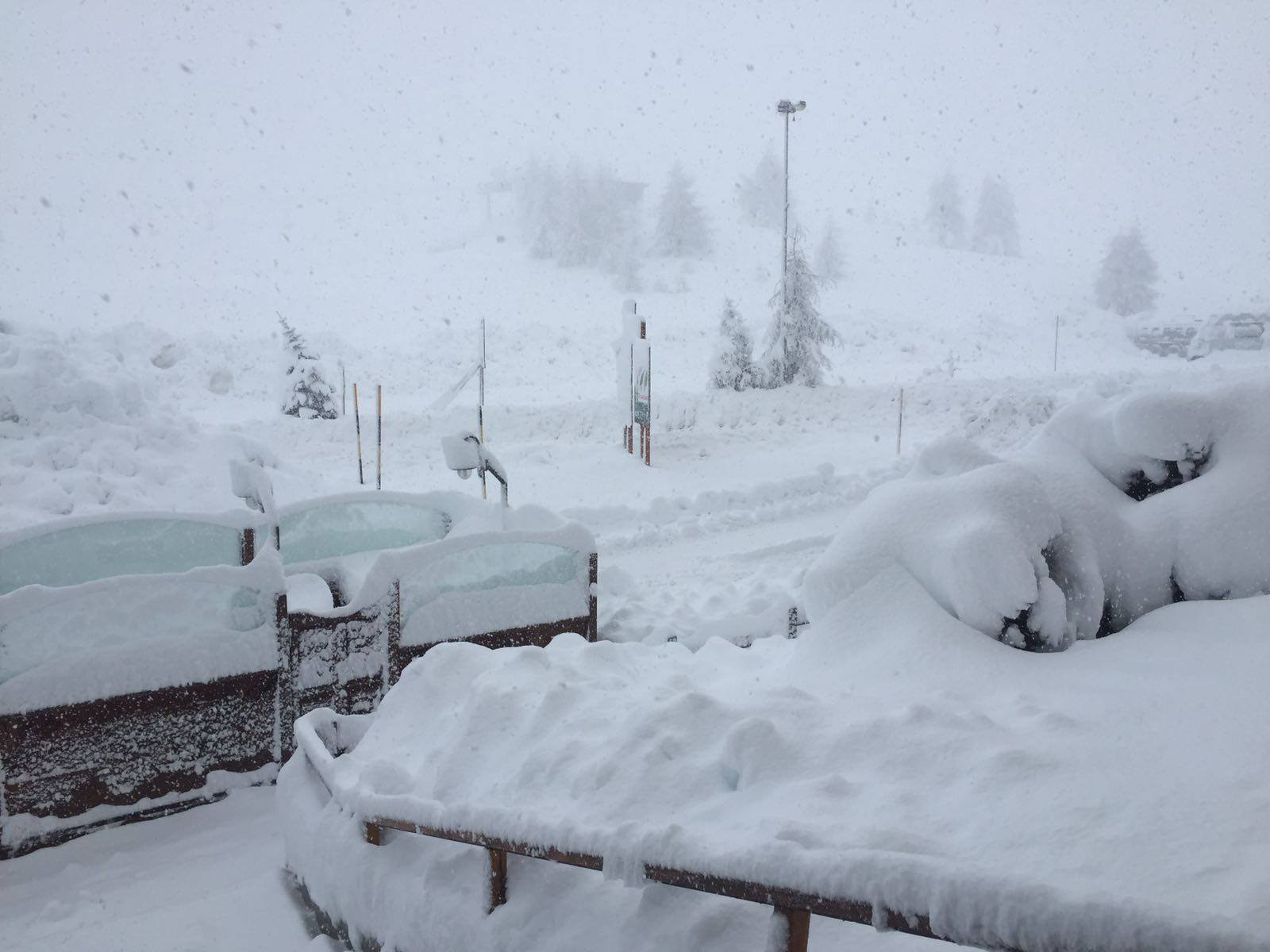
Le copiose nevicate che interessarono Sestriere nel corso dell'evento.

Si registrarono infatti copiose nevicate oltre le quote medio-alte che accumularono oltre 1 metro di neve fresca a Sestriere.
Di seguito alcuni totali pluviometrici registrati al termine del peggioramento da alcune stazioni idro-meteorologiche di ARPA Piemonte (Agenzia Regionale di Protezione Ambientale) presenti nel territorio.
A Niquidetto si registrarono 613,2 mm; 584,8 mm a Viù; 324 mm a Pinerolo nel torinese; 586,6 mm a Barge; 547,8 mm a Ponte di Nava Tanaro nel cuneese; 574,2 mm a Calizzano nel savonese.

## Effetti sul territorio
L'elevata quota delle nevicate che stazionò mediamente oltre i 1700 metri di altitudine determinò forti e insistenti piogge fino a quote medie, comportando un marcato incremento dei livelli idrometrici della rete idrografica, spesso oltre alla soglia di pericolo, numerosi fenomeni di versante e frane. 

### Situazione idrologica
A destare maggior preoccupazione è stata da rete idrografica del Tanaro che ha superato più volte la soglia di pericolo durante l'evento. Il massimo momento di piena si è registrato nella mattinata del 25 novembre quando le stazioni idrometriche di ARPA hanno rilevato a Ponte di Nava 4,67 m, a Garessio 4,88 m, a Piantorre 6,14 m, e Farigliano 6,5 m e ad Alba 6,14 m. Scendendo più a valle del bacino idrografico, nei tratti tra Asti e Alessandria il Tanaro ha superato i livelli di pericolo la mattina del 25 novembre, ha raggiunto il colmo nel pomeriggio (Asti: 7.71 m, Masio 5,79 m) ed è ridisceso sotto i livelli di pericolo tra la serata e la mattina seguente.
Nel bacino della Bormida i livelli idrometrici sono saliti, ma si sono mantenuti al di sotto dei livelli di guardia fino al 24 novembre, quando hanno iniziato a salire rapidamente, superando i livelli di pericolo e raggiungendo il colmo nell’alessandrino nel corso della giornata del 25, con 5,08 m a Cassine maggiore e 8,3 m ad Alessandria. Ad Alessandria è ridisceso al di sotto dei livelli di pericolo nelle prime ore del 26 novembre.
Nel torinese i livelli idrometrici sono aumentati marcatamente a partire dal 24 novembre. 

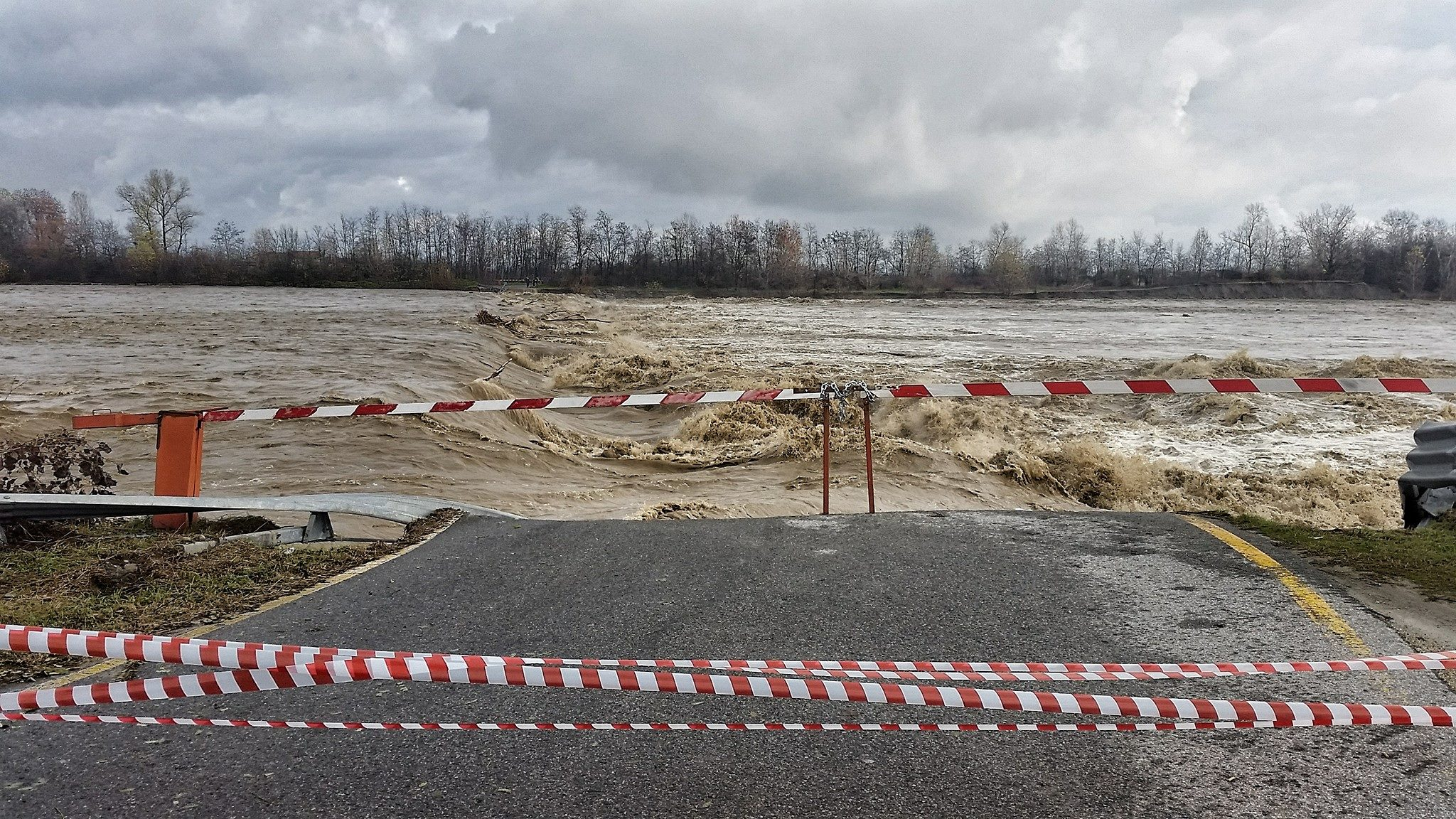
Il torrente Pellice e il guado di Zucchea, nel Pinerolese

In particolare il Pellice a Villafranca ha superato i livelli di pericolo nel pomeriggio del 24 novembre, raggiungendo il colmo di 6,12 m e poi scendendo sotto i livelli di pericolo la mattina del 25. 
Il Chisola a La Loggia ha superato i livelli di pericolo la sera del 24 novembre, raggiungendo il colmo di 7,41 m la mattina del 25, per poi scendere la mattina del 26 sotto i livelli di pericolo. 
A Torino, in prossimità della confluenza con il Po, la Dora Riparia è rimasta poco al di sopra dei livelli di pericolo dalle prime ore del mattino del 25 novembre fino al primo pomeriggio raggiungendo il colmo di 4,29 m.
Lo Stura di Lanzo è rimasto sopra i livelli di guardia dalla mattina del 24 novembre alla mattina del 25, avvicinandosi ma non raggiungendo il livello di pericolo con il colmo di 3.09 m le prime ore del 25 novembre.
I livelli idrometrici del fiume Po hanno iniziato ad aumentare marcatamente il 24 novembre, superando i livelli di pericolo da Moncalieri fino a Crescentino Po nella serata del 24 novembre, mentre a Carignano e a Casale Monferrato nella mattina del 25 novembre; nell’alessandrino nel pomeriggio del 25. I colmi sono stati raggiunti a Carignano con 6.71 m, a Moncalieri con 8,72 m e a Torino con 6.35 m tra il pomeriggio e la notte del 25 novembre, rappresentando i secondi valori più elevati dopo l'alluvione del 1839. I livelli sono scesi sotto i livelli di pericolo la mattina del 26 novembre in tutta l'asta del fiume, tranne che nel tratto a valle di Torino tra Castiglione e Crescentino, in cui è sceso già la sera del 25.

### Frane e movimenti traslativi
Le vallate che hanno rilevato maggiori dissesti idro-geologici sono state la Val Chisone e la Val Germanasca, nel Pinerolese, dove alcune frane e intensi fenomeni di versante hanno isolato alcuni centri abitati e causato ingenti danni.